# Pieter Scheemakers
Pieter Scheemakers of Peter Scheemakers (Antwerpen, 16 januari 1691 – aldaar, 12 september 1781) was een Vlaamse beeldhouwer.

## Leven en werk
Pieter Gaspar Scheemaeckers was een zoon van de Antwerpse beeldhouwer Pieter Scheemaeckers de Oude (1640-1714). Hij kreeg van zijn vader, lid van het Antwerpse Sint-Lucasgilde, zijn eerste beeldhouwlessen. Van 1718 tot 1720 vervolgde hij in Kopenhagen zijn opleiding bij de Deense hofbeeldhouwer Johann Christoph Sturmberg (1670-1713). Te voet ging hij, voor studiedoeleinden, van Kopenhagen naar Rome en vandaar naar Londen, waar hij met Laurent Delvaux (1696-1778) ging werken in het atelier van Pierre-Denis Plumier (1688-1721). De eerste opdracht die Scheemakers en Delvaux uitvoerden was een sculptuur voor John Sheffield, 1st Duke of Buckingham in Westminster Abbey (1721/22). Zij werkten vanaf 1723 samen vanuit hun atelier in Millbank (Westminster) tot 1728 aan graftombes voor Westminster Abbey, monumenten en tuinornamenten. Daarnaast werkte Scheemakers bij de gerenommeerde beeldhouwer Francis Bird (1667-1731).
In 1728 reisden Scheemakers en Delvaux naar Rome om de klassieke beeldhouwkunst te bestuderen en zich te bekwamen in het werken met marmer. Delvaux bleef tot 1732, waarna hij terugkeerde naar Nijvel. Scheemakers keerde al in 1730 terug naar Engeland en begon een eigen atelier. Hij legde zich toe op het maken van monumenten en portretbustes in marmer, dat via Nederland uit Italië werd geïmporteerd. Zo maakte hij voor het East India House van de Britse Oost-Indische Compagnie aan Leadenhall Street in Londen meerdere marmeren portretten voor de General Court Room, onder andere van Lord Robert Clive.
In 1740 kreeg Scheemakers de opdracht voor een Shakespeare-memorial in de Poets' Corner van Westminster Abbey naar een ontwerp van de architect William Kent (1685-1748), met wie hij al had samengewerkt bij het uitvoeren van het tuinontwerp voor Chiswick House in Chiswick. Het gedenkteken werd zeer goed ontvangen, waarna vele opdrachten voor monumenten en sculpturen zouden volgen. In Westminster Abbey bevinden zich vijftien door Scheemakers vervaardigde monumenten, beelden en portretten. Vanaf 1750 werkte de Engelse beeldhouwer van Vlaamse afkomst Joseph Nollekens (1737-1823) als leerling in zijn atelier, waarin zij later tot 1762 gezamenlijk werkten. Nollekens vertrok in dat jaar naar Rome om pas in 1770 terug te keren.
In 1771 keerde Scheemakers terug naar Antwerpen, waar hij tot zijn dood in 1781 woonde en werkte. Hij stierf op 12 september 1781 en ligt begraven in de Sint-Jacobskerk.
Een beeld van Shakespeare op de fontein van Leicester Square, dat in 1874 werd vervaardigd door Giovanni Fontana, had Scheemakers' Shakespeare als voorbeeld.

## Werken (selectie)
- 1720 : Buste van John Dryden[4] in Westminster Abbey
- 1728 : Hugh Chamberlen in Westminster Abbey
- 17-- : Catharine, Duchess of Buckinghamshire in Westminster Abbey
- 1731 : Leeuw, Leeuwin, Wolf en Beer, Chiswick House in Londen-Hounslow
- 1731 : Standbeeld Thomas Guy, Guys Hospital in Londen-Southwark
- 1734 : Standbeeld King William III, Kingston upon Hull
- 1736 : Standbeeld Edward VI, beeldenroute South Bank Sculpture Stroll, Londen
- 1737 : Memorial Canon Charles Fleetwood[5], Ely Cathedral in Ely (Cambridgeshire)
- 1739 : Buste William Harvey, Royal College of Physicians in Londen
- 1740 : Buste Richard Temple, collectie Victoria and Albert Museum in Londen
- 1740 : Buste Unknown man, collectie Victoria and Albert Museum
- 1740 : Shakespeare Memorial, Poets'Corner in Westminster Abbey
- 1741 : Hare Memorial voor Susanna Hare, Holy Trinity Church in Stow Bardolph
- 1753 : Strode Memorial voor George Strode of Parnhem, St. Mary's Church in Beaminster
- 1754 : Shelbourne Memorial voor Henry Petty, 1st Earl of Shelbourne, All Saints Church in High Wycombe (Buckinghamshire)
- 1757/58 : Abundance of Charity, Victoria and Albert Museum in Londen
- 1765 : Grafmonument John Bullock, St Germanus Church in Faulkbourne

## Fotogalerij

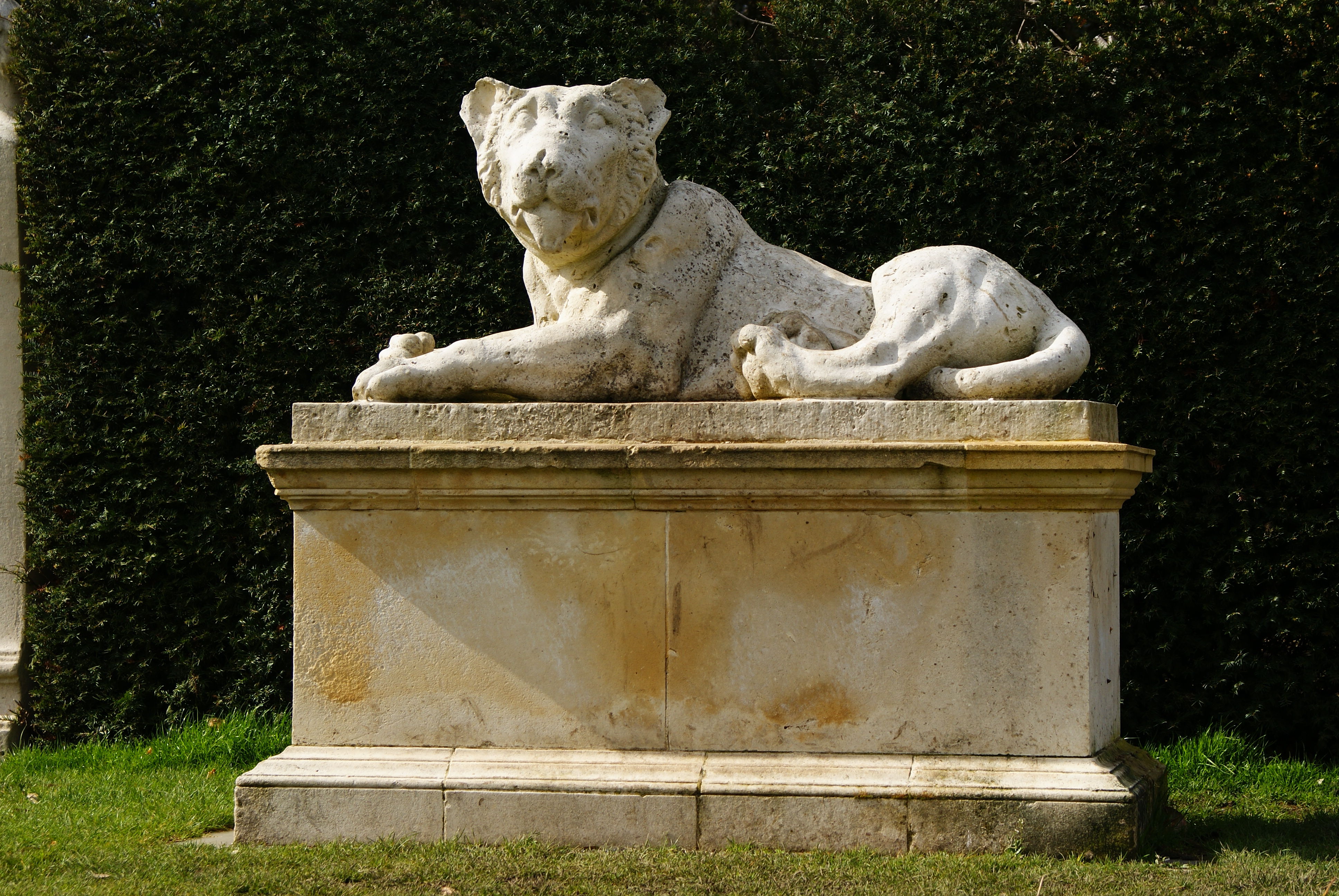
Leeuw, Chiswick House
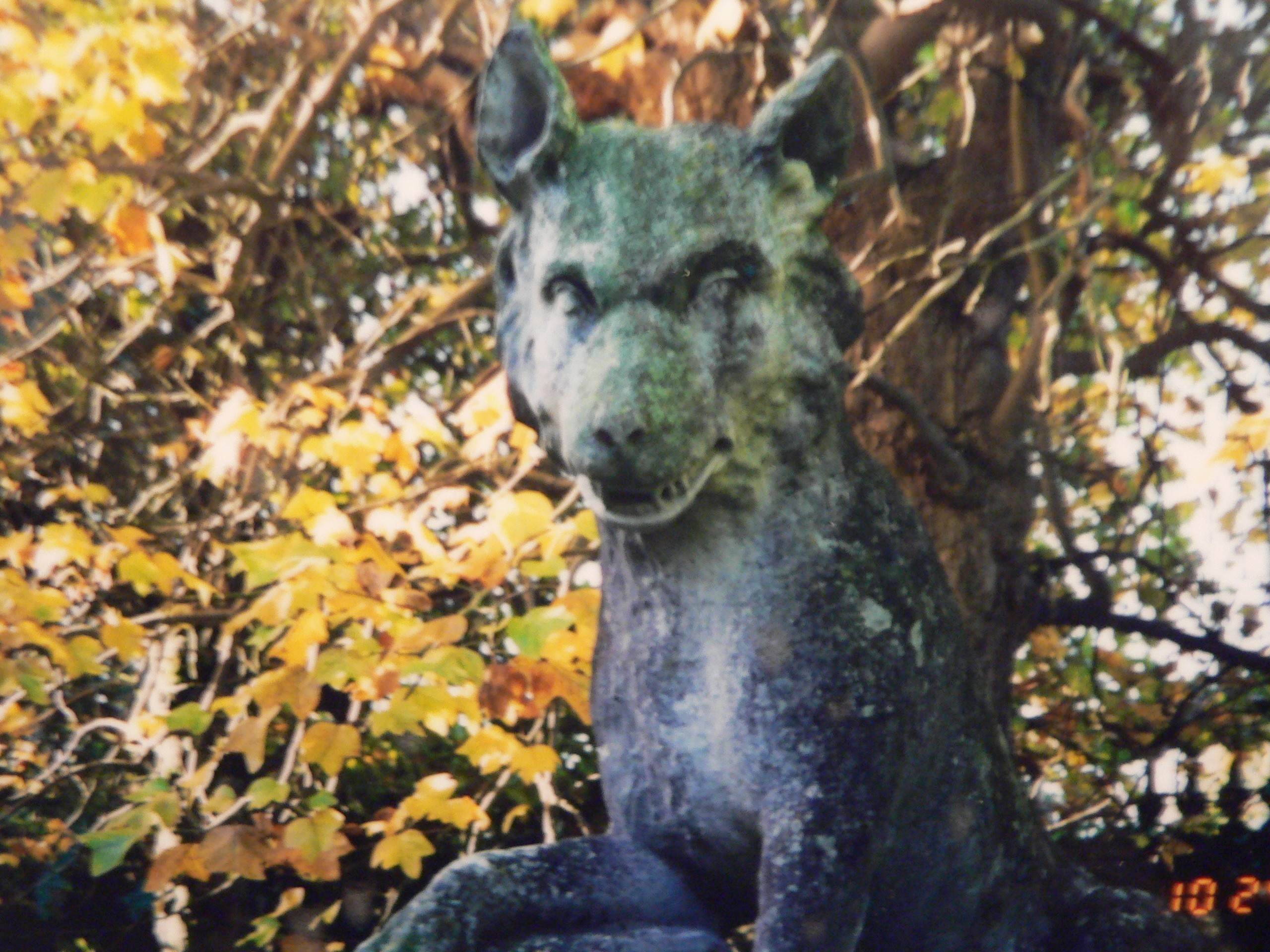
Wolf, Chiswick House
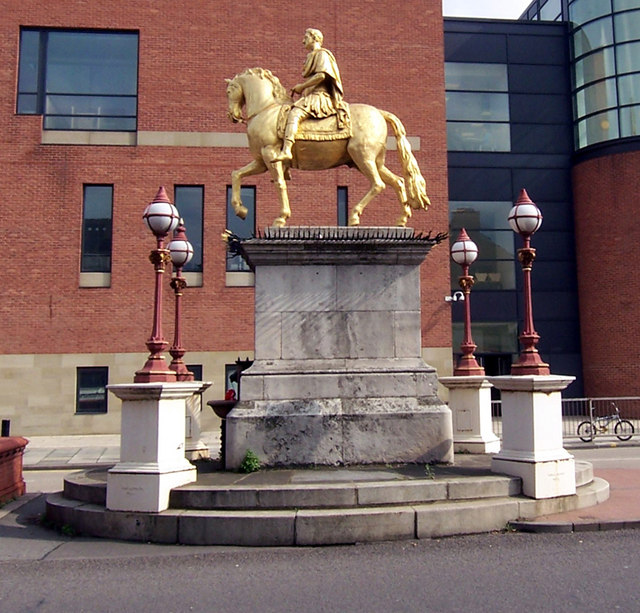
King William III (1734)
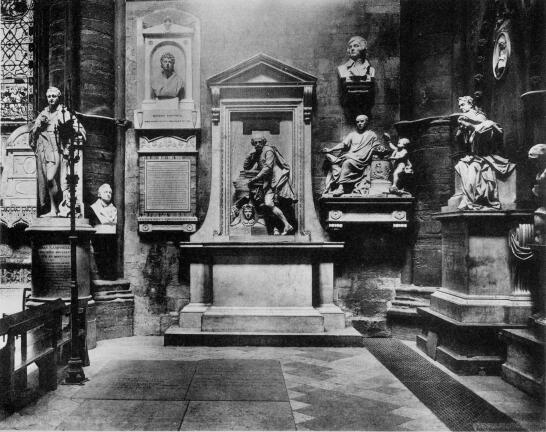
Shakespeare Memorial (1740)
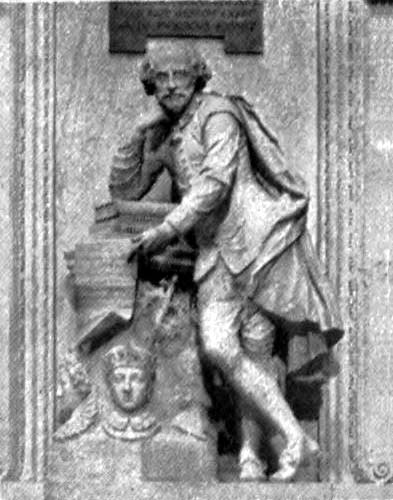
Illustratie 1911 Encyclopaedia Britannica, Vol 24: Scheemakers' Shakespeare
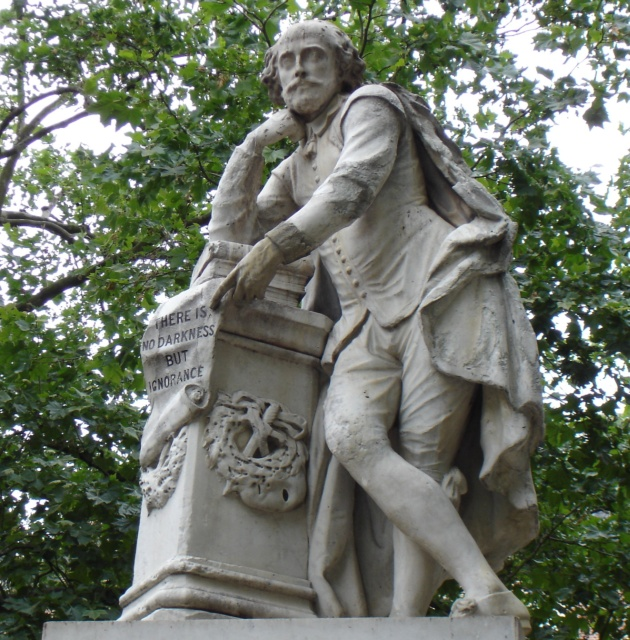
Shakespeare (1874) van G. Fontana naar Scheemakers' Shakespeare Memorial
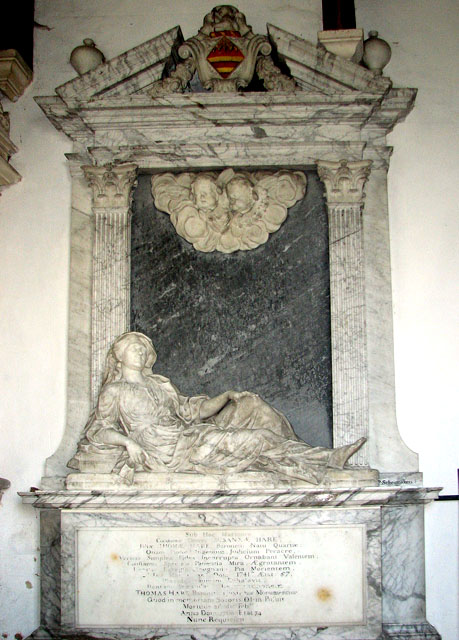
Hare Memorial (1741)
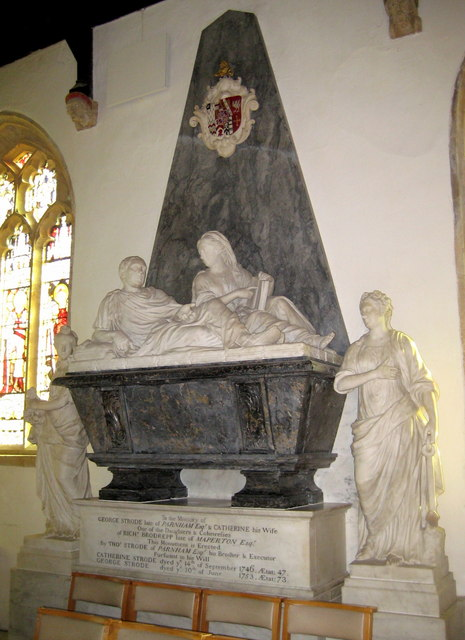
Strode Memorial (1753)